# Сумма трёх кубов

Полулогарифмический график решений x^{3} + y^{3} + z^{3} = n для целых чисел x, y и z и n в интервале [0, 100]. Зелёные полосы обозначают доказанное отсутствие решения

Сумма трёх кубов — в математике открытая проблема о представимости целого числа в виде суммы трёх кубов целых (положительных или отрицательных) чисел.
Соответствующее диофантово уравнение записывается как {\displaystyle x^{3}+y^{3}+z^{3}=n.} Необходимое условие для представимости числа {\displaystyle n} в виде суммы трёх кубов: {\displaystyle n} при делении на 9 не даёт остаток 4 или 5.
В вариантах задачи число надо представить суммой кубов только неотрицательных или рациональных чисел. Любое целое число представимо в виде суммы рациональных кубов, но неизвестно, образуют ли суммы неотрицательных кубов множество с ненулевой асимптотической плотностью.

## История
Вопрос о представлении произвольного целого числа в виде суммы трёх кубов существует уже около 200 лет, первое известное параметрическое решение в рациональных числах дано С. Рили в 1825 году. Параметрические решения в целых числах находят для {\displaystyle n=2} — в 1908 году А. С. Веребрюсов (учитель математики Феодосийской мужской гимназии, сын С. И. Веребрюсова), для {\displaystyle n=1} — в 1936 году Малер.

## Решения
Необходимое условие для представимости числа {\displaystyle n} в виде суммы трёх кубов: {\displaystyle n} при делении на 9 не даёт остаток 4 или 5; так как куб любого целого числа при делении на 9 даёт остаток 0, 1 или 8, то сумма трёх кубов при делении на 9 не может дать остатка 4 или 5. Неизвестно, является ли это условие достаточным.
В 1992 году Роджер Хит-Браун предположил, что любое {\displaystyle n}, не дающее остатка 4 или 5 при делении на 9, имеет бесконечно много представлений в виде сумм трёх кубов.
Однако неизвестно, разрешимо ли алгоритмически представление чисел в виде суммы трёх кубов, то есть может ли алгоритм за конечное время проверить существование решения для любого заданного числа. Если гипотеза Хита-Брауна верна, то проблема разрешима, и алгоритм может правильно решить задачу. Исследование Хита-Брауна также включает в себя более точные предположения о том, как далеко алгоритму придётся искать, чтобы найти явное представление, а не просто определить, существует ли оно.
Случай {\displaystyle n=33}, представление которого в виде суммы кубов долгое время не было известно, использован Бьорном Пуненом в качестве вводного примера в обзоре неразрешимых проблем теории чисел, из которых десятая проблема Гильберта является наиболее известным примером.

### Небольшие числа
Для {\displaystyle n=0} существуют только тривиальные решения
{\displaystyle a^{3}+(-a)^{3}+0^{3}=0.}
Нетривиальное представление 0 в виде суммы трёх кубов дало бы контрпример к доказанной Леонардом Эйлером последней теореме Ферма для степени 3: поскольку один из трёх кубов будет иметь противоположный к двум другим числам знак, следовательно его отрицание равно сумме этих двух.
Для {\displaystyle n=1} и {\displaystyle n=2} существует бесконечное число семейств решений, например (1 — Малер, 1936, 2 — Веребрюсов, 1908):
{\displaystyle (9b^{4})^{3}+(3b-9b^{4})^{3}+(1-9b^{3})^{3}=1,}
{\displaystyle (1+6c^{3})^{3}+(1-6c^{3})^{3}+(-6c^{2})^{3}=2.}
Существуют другие представления и другие параметризованные семейства представлений для 1. Для 2 другими известными представлениями являются
{\displaystyle 1\ 214\ 928^{3}+3\ 480\ 205^{3}+(-3\ 528\ 875)^{3}=2,}
{\displaystyle 37\ 404\ 275\ 617^{3}+(-25\ 282\ 289\ 375)^{3}+(-33\ 071\ 554\ 596)^{3}=2,}
{\displaystyle 373\ 783\ 0626\ 090^{3}+1\ 490\ 220\ 318\ 001^{3}+(-3\ 815\ 176\ 160\ 999)^{3}=2.}
Эти равенства можно использовать для разложения любого куба или удвоенного куба на сумму трёх кубов.
Однако 1 и 2 являются единственными числами с представлениями, которые могут быть параметризованы полиномами четвёртой степени. Даже в случае представлений {\displaystyle n=3} Луи Дж. Морделл написал в 1953 году: «я ничего не знаю», кроме небольших решений
{\displaystyle 4^{3}+4^{3}+(-5)^{3}=3,}
{\displaystyle 1^{3}+1^{3}+1^{3}=3,}
и ещё того, что все три куба должны быть равны 1 по модулю 9. 17 сентября 2019 года Эндрю Букер и Эндрю Сазерленд, нашедшие представление для сложных случаев 33 и 42 (см. ниже), опубликовали ещё одно представление 3, для нахождения которого было затрачено 4 млн. часов в вычислительной сети Charity Engine:
{\displaystyle 569\ 936\ 821\ 221\ 962\ 380\ 720^{3}+(-569\ 936\ 821\ 113\ 563\ 493\ 509)^{3}+(-472\ 715\ 493\ 453\ 327\ 032)^{3}=3,}

### Остальные числа
С 1955 года, вслед за Морделлом, многие исследователи осуществляют поиск решений с помощью компьютера.
В 1954 году Миллер и Вуллетт находят представления для 69 чисел от 1 до 100. В 1963 году Гардинер, Лазарус, Штайн исследуют интервал от 1 до 999, они находят представления для многих чисел, кроме 70 чисел, из которых 8 значений меньше 100. В 1992 году Хит-Браун и др. нашли решение для 39. В 1994 году Кояма, используя современные компьютеры, находит решения для ещё 16 чисел от 100 до 1000. В 1994 году Конн и Вазерштайн — 84 и 960. В 1995 году Бремнер — 75 и 600, Люкс — 110, 435, 478. В 1997 году Кояма и др. — 5 новых чисел от 100 до 1000. В 1999 году Элкис — 30 и ещё 10 новых чисел от 100 до 1000. В 2007 году Бек и др. — 52, 195, 588. В 2016 году Хёйсман — 74, 606, 830, 966.
Elsenhans и Jahnel в 2009 году использовали метод Элкиса, применяющий редуцирование базиса решётки для поиска всех решений диофантова уравнения {\displaystyle x^{3}+y^{3}+z^{3}=n} для положительных {\displaystyle n} не больше 1000 и для {\displaystyle \max {\big (}|x|,|y|,|z|{\big )}<10^{14}},
затем Хёйсман в 2016 году расширил поиск до {\displaystyle \max {\big (}|x|,|y|,|z|{\big )}<10^{15}}.
Весной 2019 года Эндрю Букер (Бристольский университет) разработал другую стратегию поиска со временем расчётов пропорциональным {\displaystyle \min {\big (}|x|,|y|,|z|{\big )}}, а не их максимуму, и нашёл представление 33 и 795:
{\displaystyle 33=8\ 866\ 128\ 975\ 287\ 528^{3}+(-8\ 778\ 405\ 442\ 862\ 239)^{3}+(-2\ 736\ 111\ 468\ 807\ 040)^{3},}
{\displaystyle 795=(-14\ 219\ 049\ 725\ 358\ 227)^{3}+14\ 197\ 965\ 759\ 741\ 571^{3}+2\ 337\ 348\ 783\ 323\ 923^{3}.}
В сентябре 2019 года Букер и Эндрю Сазерленд закрыли интервал до 100, найдя представление 42, для чего было затрачено 1,3 миллиона часов расчёта в глобальной вычислительной сети Charity Engine:
{\displaystyle 42=(-80\ 538\ 738\ 812\ 075\ 974)^{3}+80\ 435\ 758\ 145\ 817\ 515^{3}+12\ 602\ 123\ 297\ 335\ 631^{3}.}
Позже, в этом же месяце, они нашли разложение числа 906 :
{\displaystyle 906=(-74\ 924\ 259\ 395\ 610\ 397)^{3}+72\ 054\ 089\ 679\ 353\ 378^{3}+35\ 961\ 979\ 615\ 356\ 503^{3}.}
А затем 165:
{\displaystyle 165=(-385\ 495\ 523\ 231\ 271\ 884)^{3}+383\ 344\ 975\ 542\ 639\ 445^{3}+98\ 422\ 560\ 467\ 622\ 814^{3}.}
На 2019 год были найдены представления всех чисел до 100, не равных 4 или 5 по модулю 9. Остаются неизвестными представления для 7 чисел от 100 до 1000: 114, 390, 627, 633, 732, 921, 975.
Наименьший нерешённый случай — {\displaystyle n=114}.

## Варианты
Существует вариант задачи, в котором число необходимо представить в виде суммы трёх кубов неотрицательных целых чисел, эта задача связана с проблемой Варинга. В XIX веке Карл Густав Якоб Якоби и его коллеги составили таблицы решений этой задачи. Предполагается, но не доказано, что представимые числа имеют положительную асимптотическую плотность, хотя Тревор Вули показал, что таким образом возможно представить {\displaystyle \Omega (n^{0{,}917})} чисел в интервале от {\displaystyle 1} до {\displaystyle n}. Плотность не более {\displaystyle \Gamma (4/3)^{3}/6\approx 0{,}119}.
Ещё один вариант — с рациональными числами. Известно, что любое целое число может быть представлено в виде суммы трёх кубов рациональных чисел.